# Карские Ворота
Ка́рские Воро́та — пролив между островами Вайгач и Новая Земля (Россия), соединяющий Баренцево и Карское моря. Является проходом южного маршрута Северного морского пути к мысу Челюскин.

## Название
Название, скорее всего, представляет или почти представляет собой топонимическую билингву (рус. ворота «короткий пролив»).

## Гидрография и климат
Побережье по обеим сторонам Карских Ворот высокое и каменистое. Пролив имеет длину 33 км и наименьшую ширину 50 км; глубина изменяется от 7 м на отмели Персей до 230 м в его восточной части. Вдоль средней его части проходит ложбина шириной не более 5 км с глубинами свыше 100 м. На полуострове Пиритовом существовала метеостанция «Озёрная» (была закрыта в 1938 году), а в феврале 1954 года на мысе Меньшикова была построена полярная станция. 1 августа 1994 года полярная станция была закрыта.
Температура воды в проливе не превышает 13,5 °C. Средняя её температура составляет здесь 0,9 °C. Обычно бо́льшую часть года пролив покрыт льдами, но в тёплые годы, с сильным влиянием тёплого течения Гольфстрим, может быть свободен ото льда в течение бо́льшей части зимы. К западу от Карских Ворот расположена юго-восточная часть Печорского моря, при ослаблении влияния атлантических циклонов и тёплого течения в Баренцевом море замерзающая зимой. Наличие или отсутствие ледового покрытия в проливе как правило совпадает с его наличием в Печорском море к западо-юго-западу от него.

## Северный морской путь
Из-за расположения к югу от архипелага Новая Земля, пролив Карские Ворота является одним из проходов Северного морского пути, но в силу сильно изогнутой формы этой группы островов с обычно свободным от льда их западным побережьем проход через него может быть менее удобным по сравнению с северным маршрутом к мысу Челюскин, в том числе из-за большей длины пути в данном случае.